# Satair
Satair è una società di servizi e parti di ricambio per aeromobili con sede a Copenhagen, Danimarca . Fondata nel 1957, i servizi Satair spaziano dalla fornitura e distribuzione di ricambi a soluzioni su misura. L'azienda è diventata una controllata di Airbus nel 2011.

## Storia

### XX secolo
Satair è stata fondata nel 1957.
Il 23 dicembre 1957, un gruppo di uomini d'affari appassionati al settore dell'aviazione fondò una società: Scandinavian Air Trading Co. A / S. Il fondatore fu Blicher Jensen, un ingegnere della SAS e dieci dei suoi colleghi. Insieme riuscirono a costituire un capitale sociale di DKK 50.000 distribuito più o meno equamente tra gli azionisti.
Il presidente della società era Helge W. Hansen, e per i primi anni Satair aveva come indirizzo il suo indirizzo di casa. Tutti gli aspetti dell'acquisto e della vendita venivano gestiti dagli 11 soci fondatori; la contabilità invece era tenuta dalla moglie di Helge W. Hansen.
Satair si espande e nel 1960 necessita di una vera sede e di dipendenti. Il primo impiegato è stato il segretario Tove Jeppesen.
Satair ha 24 dipendenti e un fatturato annuo di 20 milioni di DKK. L'attività continua a crescere e nel 1979 la direzione decide di costruire un nuovo magazzino con un uffici in Amager Landevej 151, Kastrup Danimarca.
Satair ha 65 dipendenti e un fatturato di oltre 100 milioni di DKK.
Ma nel 1981 avviene un disastro. Le strutture di Satair sono devastate da un incendio: è poco prima di Natale, le prime ore del 22 dicembre, quando scoppia nel vecchio magazzino del 1967. L'incendio provoca diverse esplosioni e le abitazioni nelle vicinanze devono essere evacuate. Per due ore i vigili del fuoco hanno combattuto, tuttavia l'intero contenuto del magazzino è stato distrutto. Il tutto con una perdita stimata di 30 milioni di DKK.
Nel 1986 è stata fondata una filiale negli Stati Uniti e nel 1988 è stato aperto un ufficio a Singapore.
Una forte crisi nel settore dell'aviazione costringe Satair a ridimensionarsi, soprattutto nel commercio e nel noleggio di aeromobili.
Quando l'esercito iracheno invade il Kuwait, il 2 agosto 1990, l'inizio della prima guerra del Golfo (operazione Desert Storm) la Satair ritiene improbabile che la guerra influenzi i suoi affari, invece mette a dura prova l'industria del traffico aereo. L'industria aeronautica nel suo complesso reagisce sospendendo i propri acquisti, attingendo invece alle proprie scorte di componenti. Questo stato del mercato dura diversi anni e le conseguenze sono gravi. Le vendite di Satair sono calate del 6% nell'anno fiscale 1991/92 e per la prima volta nella sua storia Satair deve ridurre la sua forza lavoro a causa di fattori esterni. L'azienda riduce di 23 persone la sua forza lavoro; il 17% del suo personale totale.
Nel 1994 Knud Soerensen, CEO di Satair, va in pensione all'età di 72 anni dopo 35 anni con l'azienda. John Staer è nominato suo successore. John Staer proviene da una posizione di Chief Financial Officer presso Ambu International A / S, un produttore di apparecchiature per il settore sanitario.
Negli anni '90 Satair continua a crescere e crea filiali in Malesia e Cina e rileva società in Francia e Svizzera.
Il 3 giugno 1997 Satair A / S si quota alla Borsa di Copenaghen.

### XXI secolo
Nel 2000 i ricavi di Satair superano il miliardo di DKK. Vengono lanciati nuovi concetti come Satair Direct, cioè il concetto di e-commerce del Gruppo, e IPP, un nuovo concetto di servizio.
Nel 2001 Satair prende la decisione di fondere le sue attività OEM con CJFox & Sons Ltd. con sede nel Regno Unito e fonda la Satair Hardware Group.
Nel 2003 Satair acquisisce due società, Lentern (Aircraft) Ltd e Lentern International Inc.
Nel 2005 viene siglato un accordo con la statunitense Pall Corporation (Pall) per l'acquisizione da parte di quest'ultima delle attività di distribuzione dei prodotti Pall nell'after market del Nord e Sud America.
Avendo già uffici in Cina e Singapore, Satair decide di guardare nuovamente ad est nel 2006. Le attività a Singapore vengono ampliate acquistando una società denominata TPA Pte. Ltd. Questa acquisizione fornisce personale locale Satair in Corea, Giappone e Dubai.
Nel 2008 Satair acquisisce una partecipazione del 49% nella società di riparazioni cinese Sichuan Ruibo.
Nel 2010 Satair completa l'acquisto di Aero Hardware negli Stati Uniti e nel 2011 acquisisce Aero Quality Sales nel Regno Unito.
A partire da novembre 2011 Satair A / S non è più quotata al NASDAQ OMX Copenhagen poiché è stata acquisita al 100% da Airbus. Satair è un marchio autonomo e continua la sua attuale attività come marchio indipendente di proprietà di Airbus.
Satair Group viene lanciato ufficialmente il 1º gennaio 2014 come fusione tra Airbus Material & Logistics Management e Satair A / S. Viene aperta anche una nuova struttura congiunta a Singapore: un magazzino.
Il 1º novembre 2016, Bart Reijnen ha assunto la carica di CEO di Satair Group, succedendo a Mikkel Bardram. Bart Reijnen lavora per il Gruppo Airbus in vari ruoli dal 1995. La sua posizione più recente fu Senior Vice President presso Airbus Defence and Space a Brema in Germania. In precedenza, Bart è stato CEO di Dutch Space BV a Leiden, nei Paesi Bassi, una consociata interamente controllata di Airbus Defence and Space.
Il 6 febbraio 2018 Satair Group ha adottato un proprio nome, logo e identità visiva trasformandosi così in una nuova identità con il nome di Satair.

## Attività
Nel 2011, Satair è stata acquisita da Airbus per diventare una consociata controllata al 100% da Airbus. Oggi, Satair fa parte del Gruppo Satair che è il risultato della fusione tra Satair A / S e Airbus Material Management & Logistics.
Il Gruppo Satair è stato lanciato il 1º gennaio 2014 e funge da spina dorsale comune dei suoi due marchi di canale commerciale nell'aftermarket - Airbus e Satair - offrendo gestione dei ricambi, servizi di ricambio e supporto per tutti i tipi di aeromobili. La sede del Gruppo Satair è divisa tra Amburgo, Germania e Copenaghen, e la società è guidata dal CEO del Gruppo Satair, Bart Reijnen.
Il Gruppo Satair e suoi due marchi lavorano con una struttura organizzativa e gestionale comune, una cultura, una visione e una missione aziendali comuni, nonché funzioni e processi di supporto comuni. Il Gruppo ha più di 1.000 dipendenti in tutto il mondo, oltre 1 miliardo di dollari di fatturato e una visione per diventare il leader del mercato globale nel settore della gestione dei componenti per aeromobili civili nel 2017.
Il 6 febbraio 2018 Satair Group ha adattato il proprio nome, logo e identità visiva trasformandosi così in una nuova identità sotto il nome di Satair. L'azienda ha sviluppato la tecnologia di stampa 3D e ha lanciato con successo una soluzione di outsorcing su vasta scala, come Servizio Integrato di Materiali.
Nel 2018 l'azienda ha fatturato più di 1,8 miliardi di dollari e ha più di 1.300 dipendenti in 10 sedi in tutto il mondo. Ha accordi di distribuzione primaria e esclusiva per i produttori di componenti aerospaziali e fornisce queste parti a compagnie aeree civili, MRO e altri clienti. Adempie inoltre all'obbligo di supporto di Airbus per materiali e servizi proprietari per una flotta di oltre 7.000 aeromobili Airbus in servizio.